# Тирана (мини-футбольный клуб)
«Футзал Клуб Тирана» — албанский мини-футбольный клуб из Тираны. Основан в 2003 году. На данный момент играет в Премьер-Лиге. Тирана- лучший клуб в истории албанского футзала. Она стала 5 раз (из 9) чемпионом страны.

## Достижения
- Чемпион Албании по мини-футболу (5) : 2004, 2006, 2008, 2009, 2010
- Финалист Кубка Албании по мини-футболу (1) : 2011
- Обладатель Кубка Интервайд (1) : 2010